# کازینو (فیلم)
کازینو (به انگلیسی: Casino) فیلمی در ژانر جنایی، درام و محصول سال ۱۹۹۵ آمریکا است. این فیلم به کارگردانی مارتین اسکورسیزی، و فیلم‌نامه‌نویسی نیکولاس پیلگی می‌باشد که برگرفته از کتاب کازینو: افتخار و عشق در لاس وگاس، به قلم پیلگی ساخته شده‌است. از بازیگران آن می‌توان به رابرت دنیرو، جو پشی و شارون استون اشاره کرد. شارون استون برای بازی در این فیلم نامزد جایزه اسکار بهترین بازیگر نقش اول زن شد.
این فیلم از نخستین فیلم‌هایی بود که از ترانه «خانه طلوع خورشید» به خوانندگی اریک بردن با اجرای گروه انیمالز در سال ۱۹۶۴ استفاده کرد.

## داستان
ماجرای کازینو در شهر لاس وگاس می‌گذرد. سام راستین (رابرت دنیرو) از طرف رؤسای مافیای نیویورک و شیکاگو به لاس وگاس اعزام شد تا مدیریت کازینویی به نام تینجرز را بر عهده بگیرد. کازینویی که صاحبان آن از اعضای ایتالیایی‌ها یا سیسیلی‌ها هستند. سام راستین با توجه به تجربه ایی فراوانی که در امر کازینو دارد تلاش می‌کند وضیعت کازینو را مرتب کند. اما موانع یکی پس از دیگری بر سر راه او سبز می‌شوند و مهم‌ترین این موانع فردی است که برای محافظت از او کازینو در نظر گرفته شده‌است یعنی نیکی سانتورو (جو پشی) که یک سیسیلی خشن و بسیار خطرناک است. با ورود جینجر (شارون استون) است که سام راستین تصمیم می‌گیرد که سامانی به زندگی خود بدهد اما…

## جوایز
این فیلم تقریباً از دید اکثر جشنواره‌ها دور ماند؛ به دو دلیل: اول درجه فیلم (R) و دوم لحن به شدت منتقدانه آن به سیستم سیاسی اداره‌کننده، سرگرمی‌های آمریکا.
این فیلم هم‌اکنون جز ۲۵۰ فیلم برتر در سایت آی‌ام‌دی‌بی است.
جوایز و نامزدی‌های فیلم
برنده گلدن گلوب بهترین بازیگر نقش اول زن فیلم درام شارون استون
نامزد اسکار بهترین بازیگر نقش اول زن شارون استون
نامزد گلدن گلوب بهترین کارگردانی مارتین اسکورسیزی
نامزد جایزه ام‌تی‌وی بهترین آدم شرور جو پشی
نامزد جایزه ام‌تی‌وی بهترین بازیگر زن شارون استون.